# Gratias Agit
Nagroda Gratias Agit – czeska nagroda resortowa nadawana od 1997 przez Ministra Spraw Zagranicznych Republiki Czeskiej osobom w szczególny sposób dbającym o dobre imię Republiki Czeskiej poza jej granicami. Odznaczony otrzymuje dyplom potwierdzający nadanie i statuetkę w formie ustylizowanej kuli ziemskiej.
Nagradzane mogą być także fundacje, stowarzyszenia, organizacje pozarządowe, zagraniczne organizacje i inne.

## Polacy odznaczeni nagrodą
- Mariusz Szczygieł[2] (2009)
- Andrzej Jagodziński[3] (2013)
- Agnieszka Holland (2014)[4]
- Jacek Baluch (2015)[4]
- Tomasz Dostatni (2017)[5]
- Julian Golak (2020)[4]

## Polskie instytucje odznaczone nagrodą
- Solidarność Polsko-Czesko-Słowacka[6] (2003)